# Клычев, Чары Байрамович
Чары Байрамович Клычев (туркм. Çary Baýramowiç Gylyjow) — туркменский государственный деятель.

## Биография
Родился в 1974 году в генгешлике Сандыкгачи Тахта-Базарский район Марыйской области.
Образование высшее. В 1996 году окончил Туркменский государственный университет. По специальности — правовед.
В 1996—1997 годах работал на различных должностях в прокуратуре города Балканабада, 1999—2001 — в прокуратуре Балканского велаята.
2001—2003 — прокурор, старший прокурор информационно-методической группы управления по надзору за законностью судебных постановлений Генеральной прокуратуры Туркменистана. 2003—2005 — исполняющий обязанности заместителя начальника управления по надзору за законностью судебных постановлений Генеральной прокуратуры Туркменистана.
2005 — 25.05.2012 — заместитель прокурора города Ашхабада.
25.05.2012 — 06.02.2016 — заместитель председателя Высшей контрольной палаты Туркменистана.
06.02.2016 — 11.04.2018 — председатель Высшей контрольной палаты Туркменистана.
С 11.04.2018 — заместитель Председателя Кабинета министров Туркменистана.

## Награды и звания
- медаль «Watana bolan söygüsi ücin» (20.10.2006)

## Варианты транскрипции фамилии
- Фамилия: Гылыджов, Гылыджев